# Costanzo Torri
Costanzo Torri, detto Sarnano, Boccafuoco o Buttafuoco (Sarnano, 4 ottobre 1531 – Roma, 20 dicembre 1595), è stato un cardinale e vescovo cattolico italiano.

## Biografia
Nato da Francesco Torri e Marinangela Claudia, fu battezzato come Gaspare Torri. Nel 1541 entrò nella Provincia marchigiana dei Frati Minori Conventuali.
Predicatore molto apprezzato, fu lettore e reggente in diversi studi dell'Ordine e insegnò teologia nelle Università di Padova, Perugia (1564) e alla Sapienza di Roma (1585-1586.
Fu creato Cardinale presbitero da Papa Sisto V il 16 aprile 1586 con titolo di San Vitale, optando poi, il 20 aprile 1587, per San Pietro in Montorio, di cui fu il primo titolare.
Eletto Vescovo di Vercelli il 6 aprile 1587 vi rinunciò nel maggio 1589 per dedicarsi completamente alle quattro Congregazioni cardinalizie di cui era membro.
Morì a il 20 dicembre 1595 presso il Convento dei SS. Apostoli a Roma. Sepolta nella Chiesa di San Pietro in Montorio, la sua salma fu poi traslata presso la Chiesa di San Francesco di Sarnano.

## Conclavi
Durante il suo periodo di cardinalato Costanzo Torri partecipò ai conclavi:
- conclave del settembre 1590, che elesse papa Urbano VII
- conclave dell'ottobre-dicembre 1590, che elesse papa Gregorio XIV
- conclave del 1591, che elesse papa Innocenzo IV
- conclave del 1592, che elesse papa Clemente VIII

## Genealogia episcopale e successione apostolica
La genealogia episcopale è:
- Cardinale Scipione Rebiba
- Cardinale Giulio Antonio Santori
- Cardinale Girolamo Bernerio, O.P.
- Cardinale Costanzo Torri, O.F.M.Conv.

La successione apostolica è:
- Cardinale Giovanni Evangelista Pallotta (1587)
- Vescovo Cesare Bellocchio (1587)
- Arcivescovo Girolamo Bevilacqua, O.F.M. (1587)
- Arcivescovo Giovanni Battista Potentia, O.F.M.Conv. (1589)
- Vescovo Jérôme de Langue, O.F.M.Obs. (1593)